# IBUSZ Utazási Irodák Kft.
Az IBUSZ Utazási Irodák Kft. (IBUSZ) a 2010-es években egy közel hetven egységből álló magyar utazási irodahálózat. Legfontosabb üzletágai a turisztika, a vám és pénzügyi szolgáltatások, valamint a menetjegyértékesítés. A turisztikai területhez tartozik a belföldi és külföldi utazások szervezése, a beutaztatás, valamint sport és kulturális rendezvények jegyértékesítése. A társaság székhelye Budapesten található, de kisebb-nagyobb irodái vannak más magyarországi városokban és 18 határponton is.
Az IBUSZ Utazási Irodák Kft. jogutódja az 1902-ben alakult Magyar Királyi Államvasutak hivatalos menetjegyirodájának. Neve 1926-ból származik, amikor a cég elnevezése Idegenforgalmi Beszerzési Utazási és Szállítási Rt., röviden IBUSZ lett. A vállalat vezérigazgatója Kovács Balázs.

## Az IBUSZ szó eredete
Az IBUSZ a cég egykori cégnevvének, az  Idegenforgalmi. Beszerzési, Utazási és Szállítási Rt.-nek a  rövidítése.

## A cég története[4]
Az IBUSZ egyik jogelődje, az Idegenforgalmi és Utazási Vállalat Rt. 1902-ben alakult meg. Utazásszervezési területen ennek előfutáraként tekinthetünk a Magyar Királyi Államvasutak Menetjegyirodájának 1884-es megalakulására.
A külföldi példákat látva, illetve felismerve azt, hogy Magyarország is rendelkezik az idegenforgalom megteremtéséhez szükséges tényezőkkel, az Idegenforgalmi és Utazási Vállalat létrejöttét a korabeli arisztokrácia neves képviselői és az ügyet támogató pénzügyi körök készítették elő.
A vállalat 1902. augusztus 29-én Budapesten tartotta meg alakuló közgyűlését, az első igazgatóságban helyet kapott Esterházy Mihály (elnök), Dessewffy Arisztid, Széchenyi István, Frankfurter Albert, Hoffmann Sámuel, dr. Keppich Gyula és dr. Pollák Gyula.
Az új társaság üzemközösséget létesített a Thomas Cook and Son budapesti irodájával, valamint megváltotta a Nemzetközi Hálókocsitársaság budapesti, brassói, fiumei és temesvári menetjegyirodáit. A Vállalat innen kezdve az Államvasutak Központi Menetjegyirodájaként is működött, továbbá poggyászszállítással is foglalkozott, és szerződésben foglalt kötelessége volt Magyarország turisztikai célpontként történő népszerűsítése is.

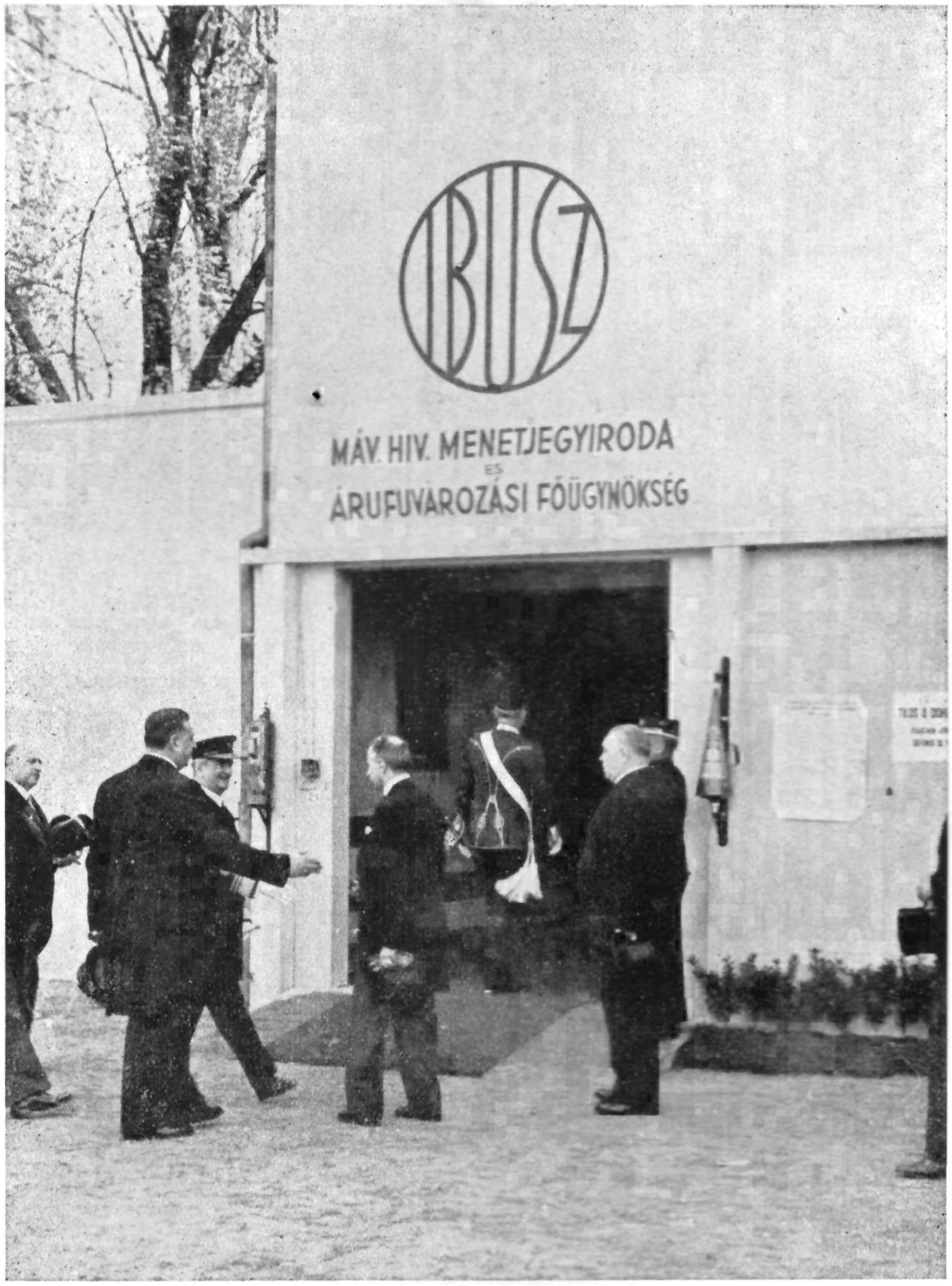
A Kormányzó látogatása az 1940. évi Budapesti Nemzetközi Vásár IBUSZ pavilonjában.

1905-ben már 30 belföldi irodát üzemeltetett, és szerte Európában számos képviselettel rendelkezett a cég, 1912-ben pedig megalakult az Általános Beszerzési és Szállítási Rt., amelynek feladata a hírlapok, könyvek és dohányáruk értékesítése volt az állomásokon.
Az Idegenforgalmi és Utazási Vállalat Rt. 1926. december 11-én olvadt bele az Általános Beszerzési és Szállítási Rt.-be, létrehozva így az IBUSZ-t (Idegenforgalmi Beszerzési Utazási és Szállítási Részvénytársaság). A Magyar Államvasutakkal 1926-ban kötött szerződése a következő 25 évre kizárólagos jogot biztosított a cégnek, hogy a pályaudvarokon kívül árusítsa a MÁV jegyeit és utazási igazolványait.
A második világháborút  követően az állam először megszüntette és átszervezte az IBUSZ számtalan tevékenységét, egy 1948-as kormányrendelet viszont minden más idegenforgalmi szervezetet megszüntetett Magyarországon. Így a cég 1949-es államosítása után az IBUSZ egészen a hatvanas évekig turisztikai monopólium volt hazánkban.
1967-ben, a Nemzetközi Turizmus Évében a cég már 88 útvonalon kínált társasutazásokat, és egymás után nyitotta meg külföldi képviseleteit keleti és nyugati országokban egyaránt.
Az 1970-es évek második felében az IBUSZ-nak mintegy 1500 alkalmazottja volt, és évente több millió utas fordult meg irodáiban: utazás, szállásfoglalás, menetjegyvásárlás, vízumügyintézés, valutaigénylés és pénzváltás okán.
1982-ben a cég már 23 országban tartott fenn külképviseleti irodát, miközben 121 belföldi irodával és mintegy 3000 dolgozóval a hazai szervezett idegenforgalom felét bonyolította.
1985-ben a vidéki irodákból területi igazgatóságokat alakítottak (a budapestivel összesen hatot). Pár évvel később részvények kibocsátásáról döntött a vezetőség, és elkezdődött a vállalat 1992-ig tartó privatizációja.
1989-ben az IBUSZ az első privatizált vállalatok közé tartozott, 1990-ben pedig az akkor nyíló Budapesti Értéktőzsdén az IBUSZ volt az első részvény. A privatizáció végeredményeképpen a többségi tulajdonos az Országos Kereskedelmi és Hitel Bank lett.
Az IBUSZ 1994-ben holdingszervezetet alakított, több különálló tevékenységét önálló társaságokba szervezve. Közülük mindmáig a legjelentősebb tag az IBUSZ Utazási Irodák Kft.

## Szolgáltatásai

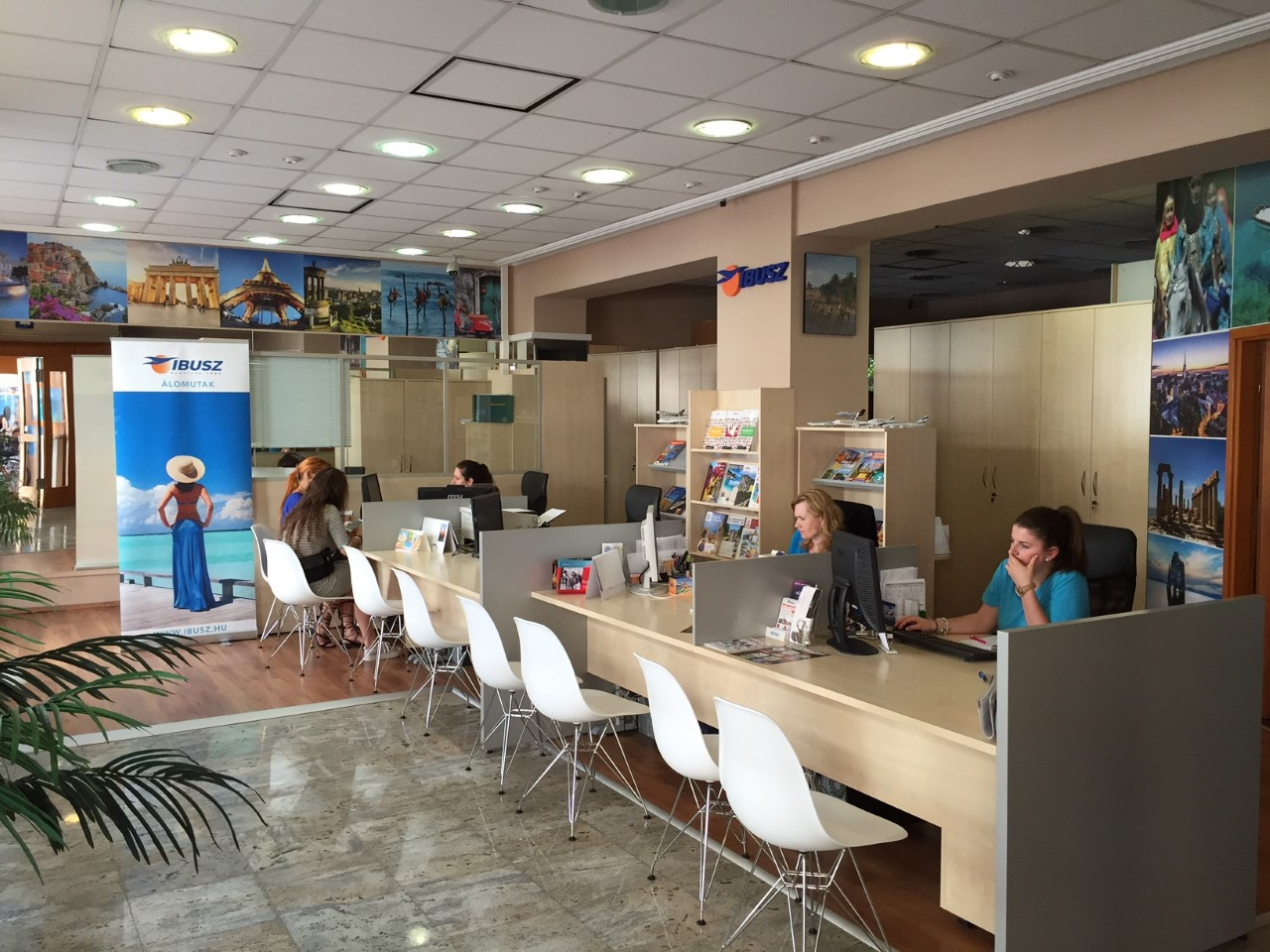
A fénykép a székesfehérvári IBUSZ irodában készült

### Turisztika
Az IBUSZ utazási szolgáltatásokat kínál külföldre és belföldre, csoportos, egyéni és üzleti utazóknak egyaránt. A cég menetjegyek foglalásával és értékesítésével (repülőre, buszra, vasútra és hajóra), turista-, látogató- és szolgálati vízumok beszerzésével, online és offline biztosításkötéssel, valamint autóbérlési lehetőségek közvetítésével is foglalkozik. Egyéb szolgáltatások: Az IBUSZ rendezvény- és belépőjegyek online és személyes értékesítésével, valamint sportesemények, kalandtúrák és kiállítások rendezésével, rendezvény-, kongresszus- és konferenciaszervezéssel is foglalkozik.

### Vámszolgáltatások
Az IBUSZ Utazási Irodák Kft. 1997 óta végez vámügynöki szolgáltatást is. Ezt a tevékenységét elsősorban határirodáiban, azok közül is főként az Európai Unió magyarországi külső határán, a déli és keleti határszakaszon lévő irodáiban gyakorolja (Beregsurány, Budapest, Drávaszabolcs, Miskolc, Röszke, Tompa, Záhony). A vámszolgáltatási köre: ÁFA és MWST  visszatérítés, vámokmányok kitöltése, vámtanácsadás, vámletét kezelés, vám elé állítás, készfizető kezességvállalás (nemzeti kezesség keretében), T1 / T2 indítás,TC 32 Garanciajegy értékesítés, TIR indítás.

### Pénzváltás
Az IBUSZ akkori Bankosztálya 1936-ban kapott engedélyt a Magyar Nemzeti Banktól idegen valuták vásárlására és eladására. Ezt követően sorban nyíltak a cég pénzváltó kirendeltségei a budapesti pályaudvarokon, határvárosokban, a népszerű üdülőhelyeken pedig idényirodák is létesültek. Az IBUSZ Utazási Irodák Kft. jelenleg 44 városi irodában és 18 határkirendeltségen folytat valutaváltást, naponta változó árfolyamokon. Az egyéb pénzügyi tevékenységek között szerepel még értékpapír forgalmazás, forint letétkezelés és készpénz-átutalási szolgáltatás is.

## Piaci helyzet

### A cégcsoport
1902. augusztus 29-én 800.000 koronás alaptőkével alakult meg az Idegenforgalmi és Utazási Vállalat Rt. 1926 decemberében, mikor a Vállalatot beolvasztották az Általános Beszerzési és Szállítási Rt-be, a társaság alaptőkéjét 1 200 000 pengőben állapították meg a tulajdonosok.
1989-ben a privatizáció során az IBUSZ 1 200 000 Ft-os alaptőkéje 800 000 000 Ft-ra, majd 1990 májusában, a nyilvános részvénykibocsátás előkészítéseként 1 200 000 000 Ft-ra emelkedett. 1990. június 21-én az IBUSZ volt az első részvény a Budapesti Értéktőzsdén, ahol 2002. március 18-ig volt jelen.
Az IBUSZ 1994-ben alakított holdingszervezetet, önálló társaságokba szervezve a különböző, üzletileg jól elkülöníthető idegenforgalmi és pénzügyi tevékenységeit. A cégcsoport élén az irányító és a tulajdonosi jogokat gyakorló és a vagyonkezelési feladatokat ellátó IBUSZ Zrt. áll.

### Alaptőke, vagyoni biztosíték
A társaságok közül a mai napig az 1993. szeptember 23-án alapított IBUSZ Utazási Irodák Kft. a holding legjelentősebb tagja; a mintegy 500 főt foglalkoztató cég turisztikai szolgáltatásokkal, vám- és pénzügyi szolgáltatásokkal, valamint menetjegy-értékesítéssel foglalkozik. Jegyzett tőkéje 1 591 000 000,- Ft; a működéshez előírt vagyoni biztosíték belföldre 3% (15 000 000 Ft), külföldi utazásszervezésre 20% (1 100 000 000 Ft) volt 2017-ben.

### Nyilvános mérleg
2016-ban az IBUSZ nettó árbevétele 17 415 195 000 Ft volt, adózott eredménye pedig 342 212 000 Ft.

## Turisztika

### Múlt

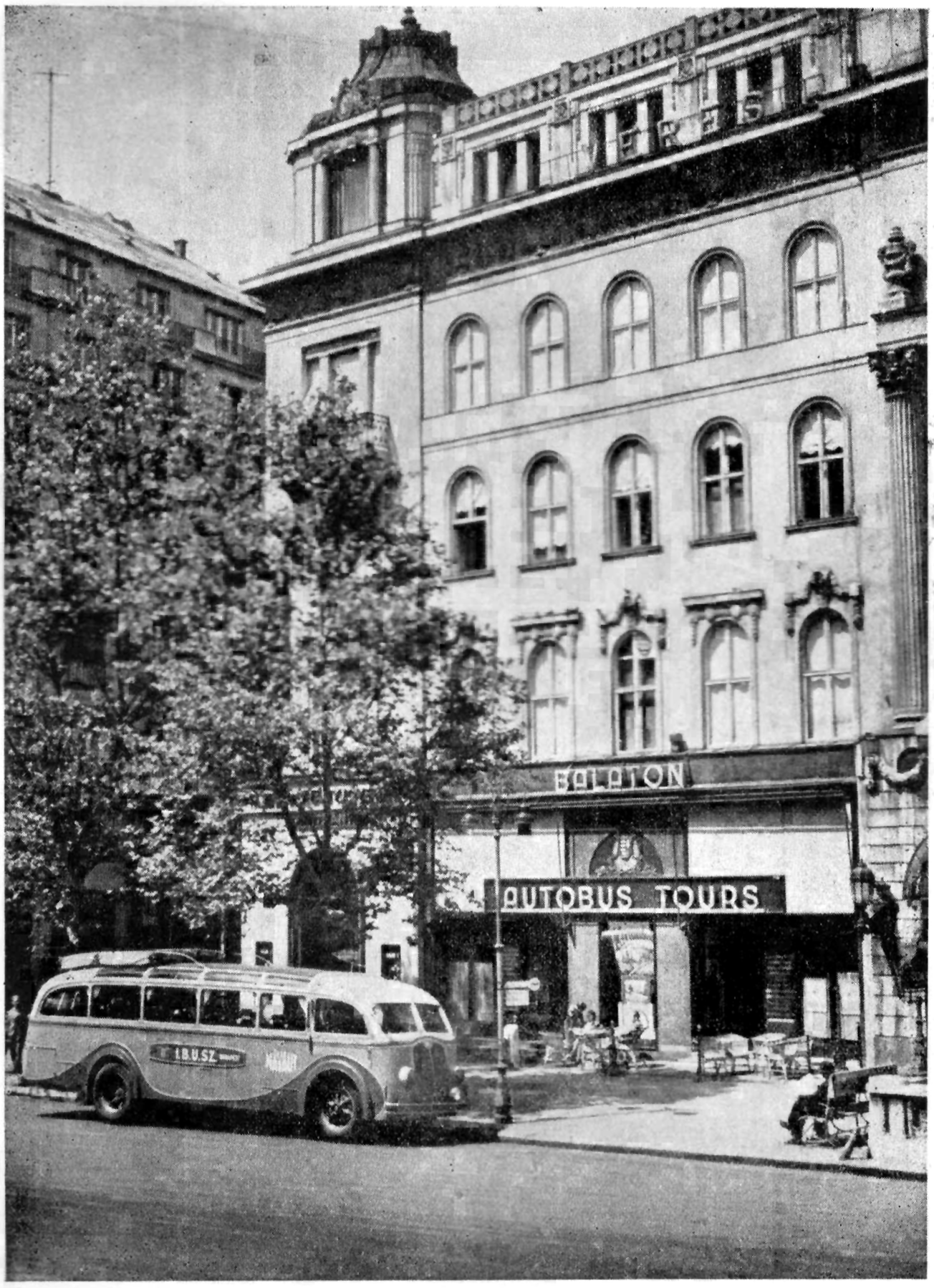
1934-ben megnyílt a Vörösmarty téren az IBUSZ autókörjárati osztálya Autobus Tours néven, a fénykép ezt az épületet ábrázolja, az előtte álló IBUSZ-autóbusszal.

Az IBUSZ generációkon átívelő márkatörténete számtalan turisztikai, utaztatási és rendezvényszervezési érdekességet rejt.
A cég nevéhez fűződik az első magyar idegenforgalmi plakát és az első magyar idegenforgalmi témájú falinaptár, valamint az első utazási magazin is: 1905-től egészen 1938-ig évente került kiadásra az Útitervek című brosúra, amely a javasolt külföldi programok mellett gyakorlati utazási tanácsokat tartalmazott.
1906-ban az IBUSZ szervezte meg II. Rákóczi Ferenc hamvainak hazahozatalát, 1909-ben az első nagy Nemzetközi Orvoskongresszus budapesti programjait, 1910-ben pedig a Blériot részvételével rendezett Nemzetközi Repülőversenyt.
1925-ben az IBUSZ indította útjára az első budapesti városnéző buszokat, és a kor „fapados” járatain, azaz a cég különböző programokhoz és rendezvényekhez kapcsolódó „filléres vonatain” 1932 és 1940 között több mint egymillió utast szállítottak.
Az IBUSZ nevéhez fűződik az „Ismerd meg hazádat!” mozgalom: a cég az 50-es években szerződött a Tudományos Ismeretterjesztő Társulattal, a következő évtizedekben ennek a programnak a keretében több százezer magyar fedezhette fel országunk szépségeit képzett földrajz és történelem szakos tanárok vezetésével.

## Az IBUSZ Utazási Irodák Kft. nemzetközi kapcsolatai
Az IBUSZ Utazási Irodák Kft. globális partnere, az Egencia. Az együttműködésnek köszönhetően az IBUSZ a világ közel 60 országában áll rendelkezésre és nyújt üzleti szolgáltatásokat a multinacionális ügyfelek részére.

## Díjai, elismerései
- Superbrands díj (2004) [8]
- Superbrands díj (2005) [9]
- Az év legmegbízhatóbb utazási irodája - Reader’s Digest European Trusted Brands 2006[8]
- Az év legmegbízhatóbb utazási irodája - Reader’s Digest European Trusted Brands 2007[8]
- Superbrands díj (2007) [10]
- Az év legmegbízhatóbb utazási irodája - Reader’s Digest European Trusted Brands 2008[8]
- Superbrands díj (2008) [11]
- Az év legmegbízhatóbb utazási irodája - Reader’s Digest European Trusted Brands 2009 [12]
- Az év Utazási Irodája - Travelport Oscar-díj  2010 [13]
- Superbrands díj (2010) [14]
- A leghűségesebb Iroda - Travelport Oscar-díj 2010 [13]
- A leginnovatívabb Iroda - Travelport Oscar-díj  2010 [13]
- Superbrands díj (2013) [15]
- MagyarBrands díj (2013) [15]